# La Milesse
La Milesse est une commune française, située dans le département de la Sarthe en région Pays de la Loire, peuplée de 2 631 habitants.
La commune fait partie de la province historique du Maine, et se situe dans le Haut-Maine.

## Géographie
| La Chapelle-Saint-Fray, Domfront-en-Champagne, Lavardin (par un angle) | La Bazoge               | La Bazoge               |
| Aigné                                                                  | La Milesse              | Saint-Saturnin          |
| Trangé                                                                 | La Chapelle-Saint-Aubin | La Chapelle-Saint-Aubin |

### Accès
La ville est desservie par le service  de transport de la SETRAM par la ligne de bus 20 et 28.

### Climat
Pour des articles plus généraux, voir Climat des Pays de la Loire et Climat de la Sarthe.
En 2010, le climat de la commune est de type climat océanique dégradé des plaines du Centre et du Nord, selon une étude du CNRS s'appuyant sur une série de données couvrant la période 1971-2000. En 2020, Météo-France publie une typologie des climats de la France métropolitaine dans laquelle la commune est dans une zone de transition entre le climat océanique et le climat océanique altéré et est dans la région climatique  Moyenne vallée de la Loire, caractérisée par une bonne insolation (1 850 h/an) et un été peu pluvieux. 
Pour la période 1971-2000, la température annuelle moyenne est de 11,1 °C, avec une amplitude thermique annuelle de 14,1 °C. Le cumul annuel moyen de précipitations est de 708 mm, avec 11,8 jours de précipitations en janvier et 7,1 jours en juillet. Pour la période 1991-2020, la température moyenne annuelle observée sur la station météorologique de Météo-France la plus proche, sur la commune du Mans à 8 km à vol d'oiseau, est de 12,4 °C et le cumul annuel moyen de précipitations est de 693,4 mm,. Pour l'avenir, les paramètres climatiques de la commune estimés pour 2050 selon différents scénarios d'émission de gaz à effet de serre sont consultables sur un site dédié publié par Météo-France en novembre 2022.

## Urbanisme

### Typologie
Au 1er janvier 2024, La Milesse est catégorisée petite ville, selon la nouvelle grille communale de densité à sept niveaux définie par l'Insee en 2022.
Elle appartient à l'unité urbaine du Mans, une agglomération intra-départementale regroupant 19  communes, dont elle est une commune de la banlieue,,. Par ailleurs la commune fait partie de l'aire d'attraction du Mans, dont elle est une commune de la couronne,. Cette aire, qui regroupe 144 communes, est catégorisée dans les aires de 200 000 à moins de 700 000 habitants,.

### Occupation des sols
L'occupation des sols de la commune, telle qu'elle ressort de la base de données européenne d’occupation biophysique des sols Corine Land Cover (CLC), est marquée par l'importance des territoires agricoles (84,1 % en 2018), en diminution par rapport à 1990 (89,4 %). La répartition détaillée en 2018 est la suivante : 
terres arables (39,4 %), prairies (30,5 %), zones agricoles hétérogènes (14,1 %), zones urbanisées (12,2 %), zones industrielles ou commerciales et réseaux de communication (2,2 %), forêts (1,6 %). L'évolution de l’occupation des sols de la commune et de ses infrastructures peut être observée sur les différentes représentations cartographiques du territoire : la carte de Cassini (XVIIIe siècle), la carte d'état-major (1820-1866) et les cartes ou photos aériennes de l'IGN pour la période actuelle (1950 à aujourd'hui).

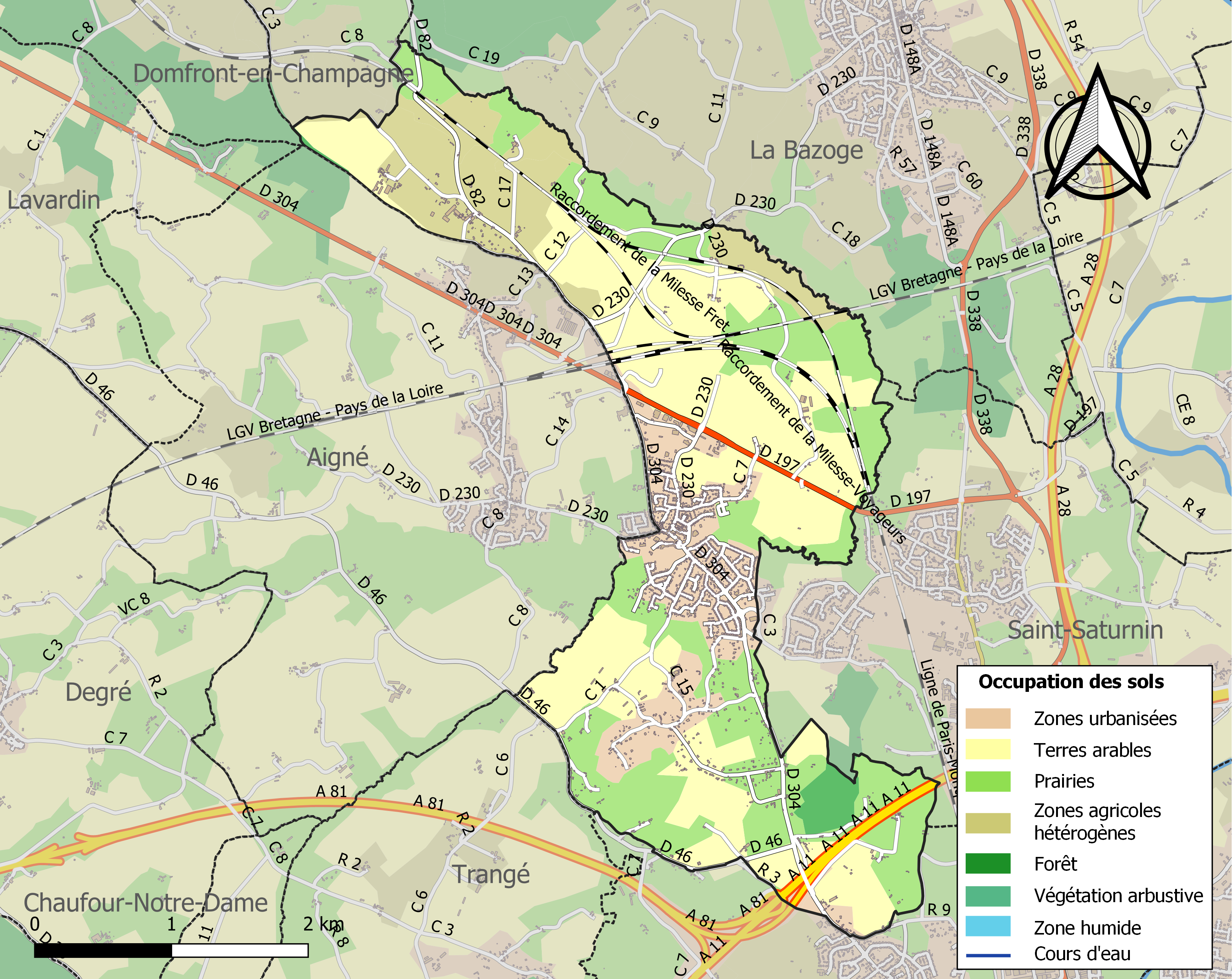
Carte des infrastructures et de l'occupation des sols de la commune en 2018 (CLC).

## Toponymie
La Milesse, Miletia en 1068, Milecia en 1142.
Le gentilé est Milessois.

## Politique et administration

### Liste des maires
| Période                                  | Période                       | Identité                      | Étiquette | Qualité |
| ---------------------------------------- | ----------------------------- | ----------------------------- | --------- | --- |
| Les données manquantes sont à compléter. |                               |                               |           | |
|                                          | 1800                          | Julien Leroy                  |           | Agent municipal                                                                                                  |
| 1800                                     | 1820                          | Jean Roboam                   |           | Aubergiste |
| 1820                                     | 1825                          | Thomas Leroy                  |           | |
| 1826                                     | 1827                          | Étienne Leroux                |           | |
| Les données manquantes sont à compléter. |                               |                               |           | |
|                                          | 1830                          | Joseph Yvert                  |           | |
| 1830                                     | 1834                          | Pierre Rouy                   |           | |
| 1834                                     | 1848                          | Constant Nourry               |           | |
| 1848                                     | 1848                          | Constant Huguereau            |           | |
| 1848                                     | 1860                          | Jules Le Cousturier de Courcy |           | Propriétaire du château de Montaillé, président du Comice agricole du Mans                                       |
| 1861                                     | 1871                          | René Lucas                    |           | |
| 1871                                     | 1902                          | Louis Félix Désiré Huguereau  |           | |
| 1902                                     | 1919                          | Victor Gasse                  |           | |
| 1919                                     | mai 1953                      | Auguste Désiré Huguereau      |           | |
| mai 1953                                 | décembre 1971 (décès)         | Valère Huet                   |           | Retraité |
| janvier 1972                             | juin 1995                     | Pierre Hamel                  |           | Cadre retraité, maire honoraire Vice-président du SIVOM                                                          |
| juin 1995                                | mars 2001                     | Michel Grout                  | SE        | Retraité de l'Éducation nationale Premier adjoint au maire (1983 → 1995) Vice-président de la CC de l'Antonnière |
| mars 2001                                | mars 2014                     | Benoît Charvet                | DVG       | Retraité de l'enseignement Président de la CC de l'Antonnière (2001 → 2012)                                      |
| mars 2014                                | septembre 2023 (démission)    | Claude Loriot                 | DVG       | Directeur financier retraité, ancien adjoint                                                                     |
| septembre 2023                           | décembre 2023                 | Dany Frère                    |           | Premier adjoint, maire par intérim                                                                               |
| décembre 2023                            | En cours (au 3 décembre 2023) | Anita Burot                   |           | Coiffeuse, adjointe au maire (2014 → 2023)                                                                       |

Le conseil municipal est composé de vingt-trois membres dont le maire et quatre adjoints.

### Jumelages
| Ville | Ville      | Pays | Pays        | Période     |
| ----- | ---------- | ---- | ----------- | ----------- |
|       | Swineshead |      | Royaume-Uni | depuis 1987 |

## Population et société

### Démographie
L'évolution du nombre d'habitants est connue à travers les recensements de la population effectués dans la commune depuis 1793. Pour les communes de moins de 10 000 habitants, une enquête de recensement portant sur toute la population est réalisée tous les cinq ans, les populations de référence des années intermédiaires étant quant à elles estimées par interpolation ou extrapolation. Pour la commune, le premier recensement exhaustif entrant dans le cadre du nouveau dispositif a été réalisé en 2005.
En 2022, la commune comptait 2 631 habitants, en évolution de −0,79 % par rapport à 2016 (Sarthe : −0,25 %, France hors Mayotte : +2,11 %).
| 1793 | 1800 | 1806 | 1821 | 1831 | 1836 | 1841 | 1846 | 1851 |
| ---- | ---- | ---- | ---- | ---- | ---- | ---- | ---- | ---- |
| 682  | 703  | 791  | 793  | 805  | 899  | 900  | 914  | 852  |

| 1856 | 1861 | 1866 | 1872 | 1876 | 1881 | 1886 | 1891 | 1896 |
| ---- | ---- | ---- | ---- | ---- | ---- | ---- | ---- | ---- |
| 823  | 795  | 762  | 755  | 750  | 767  | 730  | 804  | 786  |

| 1901 | 1906 | 1911 | 1921 | 1926 | 1931 | 1936 | 1946 | 1954 |
| ---- | ---- | ---- | ---- | ---- | ---- | ---- | ---- | ---- |
| 776  | 683  | 705  | 603  | 620  | 580  | 541  | 558  | 635  |

| 1962 | 1968 | 1975  | 1982  | 1990  | 1999  | 2005  | 2006  | 2010  |
| ---- | ---- | ----- | ----- | ----- | ----- | ----- | ----- | ----- |
| 658  | 726  | 1 241 | 1 548 | 2 117 | 2 264 | 2 420 | 2 405 | 2 385 |

| 2015  | 2020  | 2022  | - | - | - | - | - | - |
| ----- | ----- | ----- | - | - | - | - | - | - |
| 2 617 | 2 635 | 2 631 | - | - | - | - | - | - |

### Sports et loisirs
L'Association sportive de La Milesse fait évoluer trois équipes de football en divisions de district.
L'équipe de Flag football a été vice-champion de France 2005 en moins de 18 ans.
L'Antonnière Judo Club 72 bénéficie d'un des meilleurs dojo de la région.

## Culture locale et patrimoine

### Lieux et monuments
- L'église Saint-Pierre abrite trois statues classées à titre d'objets aux Monuments historiques (Vierge à l'Enfant du XVIe siècle et sainte Anne et une Vierge du XVIIe)[31].
- Ancien prieuré bénédictin de Saint-Ouen, mentionné sur la carte de "L'Evesché du Mans" d'Alexis Hubert Jaillot (1706).

### Personnalités liées à la commune
- Mickaël Pichon, champion du monde de Motocross 2001 et 2002 (catégorie 250 cm3) est domicilié à La Milesse.

### Héraldique
| Blason de La Milesse | Blason  | De gueules aux quatre pals d'or. |
| Blason de La Milesse | Détails |                                  |